# Гардарики
Гардарики (от старонорвежки: Garðaríki (на английски: Gardariki или Gardarike) или Гардавелди от старонорвежки: Garðaveldi) е старонорвежко име, използвано през Средновековието за земите на Рус.
Тъй като варягите присъстват предимно в северните земи на Рус, техните саги разказват за град Холмгардр на старонорвежки: Hólmgarðr/Hólmgarðaborg (обикновено се идентифицира с Велики Новгород) Според Мелникова за скандинавците севернозападна Рус е основната част от древноруската държава и Новгород е нейната столица.
Други важни места, споменати в сагите, които обикновено се идентифицират с добре познати исторически градове, са: Ладога (на старонорвежки: Aldeigja/Aldeigjuborg), Киев (на старонорвежки: Kœnugarðr/Kænugarðr), Полоцк (на старонорвежки: Pallteskja/Pallteskia), Смоленск (на старонорвежки: Smaleskja/Smaleskia), Суздал (на старонорвежки: Súrdalar), Муром) на старонорвежки: Móramar) и Ростов (на старонорвежки: Rostofa).
Поне седем от варяжките рунически камъни се отнасят до скандинавци, посетили Гардар

## Етимология
Думата на старонорвежки: Garðaríki, което се появява за първи път в исландски саги през XII век, би могла да произлиза от думите на старонорвежки: Garðar и ríki (империя, царство, кралство) според общия скандинавски модел за държавни образувания X+ríki, следователно съчетанието Garðaríki може да се преведе като „кралството на Гардар“ или „империята на Гардар“. Името на старонорвежки: Garðar е използвано в скалдически поеми, рунически надписи и ранни саги до XII век, за да обозначи земите на изток от Скандинавия, населени от русите, предимно Новгородска Рус. Топонимът Rússía (Русия) вероятно се е появил след написването на повечето саги, през XIII – XIV век.